# Уманский, Терентий Фомич
Терентий Фомич Уманский (1906—1992) — советский военачальник, участник Великой Отечественной войны, Герой Советского Союза (29.10.1943). Генерал-майор (13.09.1944).

## Молодость и начало службы
Родился 10 (23) декабря 1906 года в селе Верблюжка, ныне Кропивницкого района Кировоградской области Украины. Окончил 6 классов школы, работал в колхозе.
Призван в Красную Армию на срочную службу в октябре 1928 года. Служил красноармейцем 130-го Богунского стрелкового полка 44-й стрелковой дивизии Украинского военного округа (Житомир). В январе 1929 года зачислен в полковую школу этого полка, окончил её в ноябре 1929 года и назначен командиром отделения в полку. В ноябре 1930 года переведён в 43-й стрелковый полк этой дивизии (г. Кирово) командиром отделения связи, а в сентябре 1931 года по личному желанию направлен из войск на учёбу.
В 1932 году окончил Одесскую пехотную школу. Проходил службу в 168-м стрелковом полку 56-й стрелковой дивизии Ленинградского военного округа (г. Порхов): командир взвода, помощник командира роты, командир стрелковой роты, командир учебной роты, с августа 1938 преподаватель на курсах младших лейтенантов Ленинградского ВО, с ноября 1938 — начальником полковой школы 168-го стрелкового полка. Участвовал в Советско-финской войне в должности командира батальона этого полка, был дважды ранен. С июня 1940 года служил в 286-м стрелковом полку 90-й стрелковой дивизии — командир батальона и начальник школы младшего начсостава. В октябре того же года направлен учиться на Высшие стрелково-тактические курсы усовершенствования комсостава пехоты «Выстрел».

## В годы Великой Отечественной войны
После начала войны в июле 1941 года капитан Уманский Т. Ф. был досрочно выпущен с курсов и был назначен начальником штаба 1010-го стрелкового полка 266-й стрелковой дивизии, которая в то время спешно формировалась в Калуге (Московский военный округ). В конце августа полк и дивизия прибыли в действующую армию и были включены в состав 66-го стрелкового корпуса 21-й армии Брянского фронта. Участвовал в Киевской оборонительной операции, но воевать довелось буквально несколько дней. В бою 29 августа за город Щорс Уманский был тяжело ранен.
После излечения в ноябре 1941 года назначен на должность начальника штаба 842-го стрелкового полка 240-й стрелковой дивизии (входила в состав Сталинградского военного округа, дислоцировалась в пос. Чертково). 11 февраля 1942 года дивизия вошла в состав 3-й армии Брянского фронта и заняла оборону по рубежу реки Зуша. Вскоре майор Уманский стал заместителем командира 842-го стрелкового полка этой дивизии, а в апреле был ранен вторично. Лечился в госпитале в Ефремове, в мае вернулся в свой полк и сразу же назначен его командиром. В связи с стремительным продвижением противника на южном фланге советско-германского фронта летом 1942 года дивизия была передана 38-й армии Брянского (затем Воронежского) фронта и в ходе Воронежско-Ворошиловградской оборонительной операции отчаянно защищала Воронеж. Доходило до того, что командиру полка приходилось лично водить полк в атаку (в одной из них Уманский в сентябре получил сильную контузию, но остался в строю). За то, что «проявил исключительное мужество и отвагу. Все время находился на линии огня в подразделениях и лично руководил их боевыми операциями» был награждён своей первой наградой — ею стала медаль «За отвагу», а также досрочно получил звание подполковника. В январе 1943 года полк успешно наступал в Воронежско-Касторненской операции, пленив несколько тысяч венгерских и итальянских солдат. За эти боевые успехи командир 842-го стрелкового полка полковник Уманский получил и свой первый орден — им стал орден Красного Знамени.
С июня 1943 года временно исполнял должность командира, а 2 июля 1943 года был утверждён командиром 240-й стрелковой дивизии и до конца войны командовал ею. В составе 38-й армии Воронежского фронта успешно командовал ею в Курской битве и в Белгородско-Харьковской наступательной операции.
Командир 240-й стрелковой дивизии 51-го стрелкового корпуса 38-й армии Центрального фронта полковник Т. Ф. Уманский проявил особый героизм в битве за Днепр. В ходе Черниговско-Припятской операции 29 сентября 1943 года его дивизия первой в корпусе форсировала Днепр, создала у села Лютеж Вышгородского района Киевской области Лютежский плацдарм, успешно закрепилась на нём и обеспечила переправу на плацдарм остальных соединений корпуса. Были нанесены большие потери противнику. Ещё в разгар сражения командир корпуса генерал-майор П. П. Авдеенко представил своего командира дивизии к присвоению звания Героя Советского Союза.
«За успешное формирование реки Днепр, прочное закрепление плацдарма на западном берегу реки Днепр и проявленные при этом отвагу и геройство» Указом Президиума Верховного Совета СССР от 29 октября 1943 года полковнику Уманскому Терентию Фомичу было присвоено звание Героя Советского Союза с вручением ордена Ленина и медали «Золотая Звезда».
Вскоре дивизию передали в 40-ю армию 1-го Украинского фронта, а в феврале 1944 года она вместе с армией была передана 2-му Украинскому фронту, и в его составе сражалась до Победы. Под командованием Т. Ф. Уманского дивизия успешно действовала в Киевской наступательной и Киевской оборонительной операциях, в Житомирско-Бердичевской, Корсунь-Шевченковской, Уманско-Ботошанской, Ясско-Кишинёвской, Дебреценской, Будапештской, Западно-Карпатской, Братиславско-Брновской, Пражской и Оломоуцкой наступательных операциях. За успешное руководство дивизией 13 сентября 1944 года Т. Ф. Уманскому было присвоено воинское звание генерал-майор и он был награждён ещё тремя боевыми орденами, а дивизия была награждена орденами Красного Знамени (8.04.1944 — за форсирование реки Днестр и освобождение города Бельцы), Суворова II степени (24.04.1944 — за форсирование реки Прут), Богдана Хмельницкого II степени (19.03.1944 — за освобождение Умани), а также получила почётные наименования «Киевская» (6.11.1943) и «Днепровская» (17.11.1943).

## В послевоенные годы
После войны Т. Ф. Уманский продолжал службу в Советской армии. В июле 1945 года дивизия была расформирована, а Уманский после пребывания в распоряжении Главного управления кадров НКО СССР в январе 1946 года направлен на учёбу. В 1948 году он окончил Высшую военную академию имени К. Е. Ворошилова. С марта 1948 года — командир 128-й гвардейской горнострелковой дивизии Прикарпатского военного округа. С июля 1950 года — военный советник при командире 3-го армейского корпуса Чехословацкой Народной армии (по июль 1953). С декабря 1953 — заместитель командира 9-го гвардейского стрелкового корпуса (Белорусский военный округ), с июня 1955 — командир 14-го гвардейского стрелкового корпуса (Киевский военный округ). С мая 1956 года был начальником Киевского суворовского военного училища (ныне Киевский военный лицей имени И. Богуна). С сентября 1958 года в запасе.
Жил в Киеве. Умер 17 марта 1992 года. Похоронен в Киеве на Байковом кладбище.

## Награды
- Медаль «Золотая Звезда» № 1860 Героя Советского Союза (29 октября 1943);
- два ордена Ленина (29.10.1943, 3.11.1953);
- три ордена Красного Знамени (10.03.1943, 9.11.1943, 20.06.1949);
- орден Кутузова II степени (28.04.1945);
- орден Богдана Хмельницкого II степени (10.01.1944);
- орден Отечественной войны I степени (11.03.1985);
- орден Красной Звезды (3.11.1944);
- медали, в том числе:
  - медаль «За отвагу» (18.08.1942);
- крест «За выдающиеся заслуги» (США, 23.06.1943);
- Орден «Защита Отечества» III степени (СРР);
- Орден Красной Звезды (ЧССР, 30.04.1970);
- Медаль «25 лет освобождения Румынии» (СРР, 1969);
- Медаль «30 лет освобождения Румынии» (СРР, 18.11.1974);
- Медаль «За укрепление дружбы по оружию» II степени (ЧССР).

## Память
- В Киеве на доме № 4 по улице Лаврской, где жил Т. Ф. Уманский, установлена мемориальная доска (в сентябре 2022 года похищена неизвестными).
- В селе Лютеж на Мемориале воинам 180-й и 240-й стрелковых дивизий установлен бюст Героя[5].